# Diospyros sutchuensis
Diospyros sutchuensis är en tvåhjärtbladig växtart som beskrevs av Y. C. Yang. Diospyros sutchuensis ingår i släktet Diospyros och familjen Ebenaceae. Inga underarter finns listade i Catalogue of Life.